# Нейланд, Аркадий Владимирович
Арка́дий Влади́мирович Не́йланд (28 января 1949, Ленинград, РСФСР, СССР — 11 августа 1964, там же) — советский несовершеннолетний преступник, который в январе 1964 года совершил двойное убийство в Ленинграде и был приговорён за это судом к смертной казни, что шло вразрез с действовавшим на момент совершения преступления законодательством, так как тогда Аркадию Нейланду было лишь 14 полных лет.
«Дело Нейланда» вызвало общественный резонанс и дало повод для заявлений о пренебрежении в СССР нормами международного права.

## Биография

### Первые преступления
Аркадий Нейланд родился 28 января 1949 года в Ленинграде в семье рабочих. Отец был слесарем, мать — санитаркой в больнице. Терпел от отчима побои и недоедал, убегал из дома. По его собственным словам, с 7 лет состоял на учёте в детской комнате милиции. В возрасте 12 лет был исключён из школы за воровство и неуспеваемость и помещён в интернат, откуда вскоре сбежал из-за постоянных краж у сверстников, а также энуреза. Уехал в Москву, где был задержан милицией и доставлен обратно в Ленинград. До конца 1963 года работал на предприятии «Ленпищмаш», где совершал прогулы и был замечен в воровстве. Также было несколько случаев хулиганства — приставал к девушкам, избил прохожих на улице кастетом, совершал квартирные кражи, но до суда дела не доходили.
24 января 1964 года был в очередной раз задержан за кражу, однако бежал из-под стражи. По словам Нейланда, тогда он решил «отомстить», совершив какое-нибудь «страшное убийство». Заодно он хотел добыть денег, чтобы уехать на курорт в Сухуми и «начать там новую жизнь». Своё намерение он исполнил 27 января, за день до своего 15-летия, предварительно украв для этой цели у своих родителей топор.

### Двойное убийство
Картина преступления была воссоздана по показаниям Нейланда, опрошенных свидетелей, криминалистов и пожарных. Оно было совершено 27 января 1964 года по адресу Сестрорецкая улица, дом № 3, квартира № 9. Дом № 3 на Сестрорецкой улице Аркадий выбрал не случайно: именно тут он ещё в 4 года отнял у незнакомого мальчишки фонарик. Якобы собирая макулатуру, подросток планировал будущие ограбления. Он хотел ограбить богатую квартиру. У хозяйки квартиры была золотая коронка, издали был виден цветной телевизор и радиоприёмник «Спидола».
27 января 1964 года подросток пришёл совершить ограбление. В квартире находилась 37-летняя домохозяйка Лариса Михайловна Купреева и её 3-летний сын Юра. Нейланд позвонил в дверь и представился работником почты, после чего Купреева впустила его в квартиру. Убедившись, что, кроме женщины и ребёнка, в квартире никого нет, преступник закрыл входную дверь на замок и начал бить Купрееву топором. Чтобы соседи не слышали крики, он включил стоявший в комнате радиоприёмник «Спидола» на полную громкость. После 15 ударов топором Купреева перестала подавать признаки жизни. Затем Нейланд зарубил её маленького сына, чтобы тот, как выразился потом Нейланд, «не крутился под ногами». После убийства преступник обыскал квартиру, похитил из квартиры деньги и фотоаппарат, на который предварительно снял убитую в непристойных позах. По словам убийцы, эти фотографии он планировал потом продать. После совершения преступления убийца спокойно позавтракал. Из квартиры пропали 57 рублей, пачка облигаций, фотоаппарат «Зоркий» и продукты из холодильника — пакет с апельсинами и яблоками. Для того, чтобы скрыть следы преступления, Нейланд перед уходом включил газ на кухонной плите и поджёг деревянный пол в комнате. Топор убийца оставил на месте преступления.

### Арест, следствие и суд
Соседи, почувствовав запах гари, вызвали пожарных. Благодаря тому, что пожарные приехали оперативно, место преступления осталось практически нетронутым огнём. По отпечаткам пальцев, оставленным на месте преступления, и благодаря показаниям свидетелей, видевших Аркадия Нейланда в тот вечер, он был задержан в Сухуми уже 30 января.
Аркадий Нейланд уже на первых допросах полностью сознался в содеянном и активно помогал следствию. По словам следователей, он держался уверенно, ему льстило внимание к своей персоне. Об убийстве рассказывал спокойно, без раскаяния. Жалел только ребёнка, но оправдывал его убийство тем, что, мол, «другого выхода после убийства женщины не было». Наказания не боялся и говорил, что ему, как малолетнему, «всё простят».
В феврале 1964 года Нейланда под конвоем доставили из Сухуми в Ленинград и поместили в Ленинградские «Кресты».
В СССР в это время наблюдался рост преступности, в том числе среди несовершеннолетних, и дело Нейланда получило широкую огласку. А судебное решение по делу Аркадия Нейланда, принятое 23 марта 1964 года, оказалось неожиданным для всех: 15-летнего подростка приговорили к смертной казни, что шло вразрез даже с законодательством РСФСР, действовавшим на момент совершения преступления, когда подростку было 14 лет: тогда к высшей мере наказания могли приговаривать лиц от 18 до 60 лет, а применение смертной казни к несовершеннолетним было в СССР запрещено.
Однако 17 февраля 1964 года Президиум Верховного Совета СССР принял постановление, допускавшее применение в отношении несовершеннолетних высшей меры наказания — расстрела, что было вызвано желанием снизить наметившийся в тот период рост подростковой преступности. Это постановление было принято уже после преступления Нейланда, но ещё до его рассмотрения и вынесения решения по нему судом. Поэтому, ввиду исключительной жестокости данного преступления, суд вынес приговор в соответствии с новым постановлением от 17 февраля 1964 года, применяя его обратную силу.
Аркадий Нейланд был расстрелян 11 августа 1964 года в Ленинграде.

## Доказательство вины и общественный резонанс

### Идеологический фон
В 1960-е годы Советский Союз сталкивался с ростом молодёжной преступности. Аркадий Нейланд в этих условиях стал наглядным примером антигероя.
На уголовный розыск оказывалось давление из центрального аппарата МВД. Смертный приговор по этому делу был вынесен на основании постановления Президиума Верховного Совета СССР, вышедшего лишь 17 февраля 1964 года.
Нейланд оказался единственным подростком, расстрелянным в послевоенном СССР, но был не единственным расстрелянным несовершеннолетним убийцей в СССР: в 1940 году был расстрелян несовершеннолетний Владимир Винничевский, совершивший в 1938—1939 годах 8 убийств детей. В отличие от Нейланда, для вынесения приговора Винничевскому не потребовалось применять обратную силу уголовного закона, так как в то время действовало совместное постановление ЦИК и Совнаркома СССР «О мерах борьбы с преступностью среди несовершеннолетних», предусматривающее введение смертной казни с 12-летнего возраста.

### Общественная реакция на приговор
Смертный приговор Нейланду вызвал в обществе неоднозначную реакцию. С одной стороны, поражённые жестокостью преступления граждане страны ждали самого сурового приговора Нейланду; с другой стороны, приговор вызвал крайне негативную реакцию некоторой части интеллигенции и профессиональных иностранных юристов, которые указывали на несоответствие приговора прежде действовавшему законодательству и международным соглашениям. «Дело Нейланда» стало известно за рубежом, где оно упрощённо, без достаточно глубокого раскрытия сути дела и его подробностей, приводилось как иллюстрация пренебрежения законом при социалистическом строе, хотя и там применение смертной казни было тогда вполне обычной практикой: к примеру, в США только в 1988 году Верховный суд наложил запрет на применение смертной казни в отношении лиц моложе 15 лет. Тем не менее «Дело Нейланда» в политическом отношении оказалось примечательно тем, что при ссылках на него в полемике «игра» обычно велась на намеренном умолчании о существенных различиях в существовавших тогда законах и практике их применения в СССР и в США.
По словам заместителя председателя Верховного суда Владимира Теребилова, тогдашнему главе правительства Хрущёву было направлено ходатайство о неправомерности применения обратной силы, то есть применения закона, вышедшего после совершения преступления, но был получен отказ.

## В массовой культуре
- Документальный фильм «В виде исключения — расстрел» из цикла «Документальный детектив» (2001)
- Документальный фильм «Зверёныш» из цикла «Следствие вели» (2008)
- Документальный фильм «Ребёнок-убийца» из цикла «Легенды советского сыска» (2017)